# Frederick Meadows
Frederick Meadows, född 11 november 1886, död 17 december 1975, var en friidrottare från Kanada. Han deltog vid olympiska sommarspelen 1908.